# Doumy
Doumy es una comuna francesa de la región de Aquitania en el departamento de Pirineos Atlánticos.
Doumy fue mencionada por primera vez en el año 1096 con el nombre de Dumi.

## Demografía
| 123 | 125 | 129 | 152 | 174 | 185 |
| Para los censos de 1962 a 1999 la población legal corresponde a la población sin duplicidades (Fuente: INSEE [Consultar]) |     |     |     |     |     |